# Georg Greve (Mathematiker)
Georg Greve (* 1949 in Güstrow) ist deutscher Beamter im Ruhestand und Mathematiker. Von 1998 bis 2015 saß er der Geschäftsführung eines Trägers der gesetzlichen Rentenversicherung vor.

## Leben
Greve studierte Mathematik und Betriebswirtschaftslehre. Von 1981 bis 1986 war er u. a. technischer Leiter der zentralen Datenverarbeitung beim Landesverband Rheinland. 1978 promovierte er in Mathematik an der Fernuniversität Hagen. 1986 kam Greve zunächst als Leiter der Abteilung für Organisation und Datenverarbeitung zur Bundesknappschaft. 1997 wurde er in die Geschäftsleitung berufen und zum Direktor ernannt. 1998 übernahm er den Vorsitz der Geschäftsleitung und wurde zum Ersten Direktor befördert. 2005 wurde unter seiner Führung die Bundesknappschaft mit zwei weiteren Sozialversicherungsträgern zur Deutschen Rentenversicherung Knappschaft-Bahn-See (KBS) vereinigt. Unter seiner Leitung wurde das damals bundesweit einmalige integrierte Versorgungssystem Prosper ins Leben gerufen. 2003 akquirierte er die Minijob-Zentrale für seinen Sozialversicherungsträger. 2007 wurde die knappschaftliche Krankenversicherung unter seiner Führung geöffnet und gewann innerhalb von 5 Jahren eine halbe Million Mitglieder hinzu. Bis zu seiner Pensionierung mit Ablauf des Monats Oktober 2015 hatte er den Vorsitz der Geschäftsführung der KBS inne. Bekannt wurde er u. a. durch innovative Projekte wie die Einführung der ersten elektronischen Gesundheitskarte.
Greve ist verheiratet und Vater von zwei Kindern.